# Abramo di Balmes
Abramo di Balmes (Lecce, 1440 circa – Venezia, 1523) è stato un medico, grammatico e traduttore italiano.

## Biografia
Abramo di Balmes è l'autore di numerose traduzioni in lingua latina di opere filosofiche e scientifiche, soprattutto di Aristotele e di Averroè.
Le sue traduzioni più conosciute sono quelle dedicate al cardinale Grimani:
- Liber de Mundo, traduzione di un'opera di astronomia in arabo di Ibn al-Haytham tradotta in ebraico da Jacob ben Makhir ibn Tibbon nel 1372
- Epistolæ Expeditionis, traduzione della Lettera d'Addio del filosofo arabo Ibn Bajjah.

Fu anche l'autore di un manuale di grammatica di ebraico biblico dal titolo Mikne Avraham (Peculium Abrae in latino), diviso in 8 capitoli con traduzione latina a fronte.